# Steven W. Mosher
Steven Westley Mosher (* 9. Mai 1948) ist ein US-amerikanischer Sozialwissenschaftler, Lebensrechtsaktivist und Autor mit Expertise in Demografie und chinesischer Bevölkerungskontroll-Politik. Er ist Präsident des Population Research Institute (PRI) in Front Royal, Virginia (USA), ein Fürsprecher für Menschenrechte in der Volksrepublik China, und war behilflich bei der Aufdeckung von Exzessen in Chinas Ein-Kind-Politik und anderer Menschenrechtsverstöße in Bevölkerungskontroll-Programmen rund um die Welt.
Der Autor ist ein Gründungsmitglied des Committee on the Present Danger: China. In den frühen 1990er Jahren war er als Direktor des Asian Study Center am Claremont Institute in Kalifornien tätig sowie als Mitglied der besonderen US-Rundfunkkommission mit Zuständigkeit für China.

## Privates
Mosher, der zum römisch-katholischen Glauben konvertierte, ist verheiratet mit seiner Frau Vera, und hat neun Kinder. Seine Familie lebt in Virginia. 1983 hatte er verlauten lassen, Hwang Hui Wa geheiratet zu haben, eine Hilfsprofessorin für Englisch and Chinesisch am Fu Hsing Technical College in Taiwan, nachdem seine vorherige Ehe mit Maggie So, einer Hongkong-Chinesin, 1981 geschieden worden war.

## Bibliographie (Auswahl)
(Quelle:)
- Broken Earth. 1984.
- Journey To The Forbidden China. 1985.
- China Misperceived: American Illusions and Chinese Reality. 1990.
- A Mother’s Ordeal: One Woman’s Fight Against China’s One Child Policy. 1993.
- Hegemon: China’s Plan to Dominate Asia and the World. 2002.
- Population Control: Real Costs, Illusory Benefits. 2008.
- Growing Chinese Power – to What End. 2012.
- China Attacks. CreateSpace Independent Publishing Platform; 3. Edition 2013, ISBN 978-1481973809.
- Bully of Asia: Why ′China's Dream′ Is the New Threat to World Order. Regnery 2017, ISBN 978-1621576969.
- The Politically Incorrect Guide to Pandemics. Regnery 2022, ISBN 1684512778, ISBN 9781684512775.
- The Devil and Communist China: From Mao Down to Xi. TAN Books 2024, ISBN 9781505126501.

## Weblink
- Steven W. Mosher: Die malthusianische Täuschung. Die Ursprünge der Bevölkerungskontrolle. Aus: Schriftenreihe der Aktion Leben e. V. Abtsteinach/Odw. 1. Aufl. 2004. Nr. 17. Jochen Roemer, Yumpu.

| Personendaten    | Personendaten                               |
| ---------------- | ------------------------------------------- |
| NAME             | Mosher, Steven W.                           |
| ALTERNATIVNAMEN  | Mosher, Steven Westley (vollständiger Name) |
| KURZBESCHREIBUNG | US-amerikanischer Sozialwissenschaftler     |
| GEBURTSDATUM     | 9. Mai 1948                                 |